# Météorite de Monte Milone
«  Monte Milone (météorite) » redirige ici. Pour les autres significations, voir Monte Milone (homonymie).
La météorite de Monte Milone, ou simplement Monte Milone, est une météorite tombée en 1846 à Montemilone (aujourd'hui Pollenza), dans les Marches (Italie).
Monte Milone est une chondrite ordinaire du groupe L5, un type de météorites non différenciées.